# ホットモック
ホットモック（hot mock）とは、実物と同程度の動作を試すことができる、実物大の模型。ホットモックアップ（hot mock-up）の略語であるほか、アクティブモックアップとも呼称される。多くは携帯電話やスマートフォンの店頭用サンプルの一形態を指す意味で用いられる。
携帯電話販売店の店頭に展示されている商品のうち、概観や重量は実商品と同様であるが動作しないものをモックアップと呼称する。それに対してホットモックは実際にある程度動作するモックアップを意味し、音楽プレーヤー機能、カメラ機能、文字入力機能、ワンセグ機能などを利用することができ、購入前に実際の「使用感」を確認することが可能となっている。ネットワークへの通信機能は利用できないことが多いが、実際にUIMカード（SIMカード）を挿入して通信機能を利用できるようにしたホットモックが設置されている場合もある。
ホットモックが登場した一因として、カメラ付き携帯電話の普及によって購入前に「写真の写り具合」を確かめたいニーズが増加したことが挙げられる。